# بارتکوو (استان اشوی‌داشکسیه)
بارتکوو (به لهستانی: Bartków) یک منطقهٔ مسکونی در لهستان است که در گمینا زاگنانگسک واقع شده‌است. بارتکوو ۵۷۲ نفر جمعیت دارد.